# Łaźbiec
Łaźbiec (barciak mniejszy) (Achroia grisella) - owad z rzędu motyli. Motyl o rozpiętości skrzydeł 2 cm i szarej barwie. Samica składa na plastrach około 250-300 jaj, z których wylęgają się drobne gąsienice żerujące w komórkach plastra pszczelego. Mogą one uszkadzać czerw, powodując jego zamieranie. W ciągu roku wydaje 2-3 pokoleń. Motyl ten może się rozwijać również w plastrach poza ulem, gdzie ramki z plastrami są magazynowane i gdzie również niszczy plastry.
W zwalczaniu barciaka mniejszego, poza ulem, stosuje się siarkowanie plastrów lub przetrzymywanie w oparach kwasu octowego lodowatego. Można także przetrzymywać plastry w zamkniętych szczelnie szafach lub skrzyniach z naftalenem.
Zobacz też: barciak większy.